# 小行星5000
小行星5000（英語：5000 IAU）是一颗围绕太阳公转的小行星。1987年8月23日，埃莉諾·赫琳在帕洛马山发现了此天体。
这颗小行星的绝对星等为14.4等。